# Salió el sol
«Salió el sol» es el tercer sencillo del álbum de estudio King of Kings del cantante Don Omar. En el disco contiene como lado B la colaboración «Belly Danza» junto al cantante de dancehall Beenie Man. Es una de las canciones más representativas y con mayor rotación radial del cantante.

## Características
La canción se refiere a las chicas que están ansiosas por tomar sol, de festejar que hay buena vibra, y mucho calor que relativamente las "prende". El video es de época antigua, llamando la atención la vestimenta de las chicas y de Don Omar, al cual se lo puede ver con unas lujosas garras de halcón bañadas en oro de 14 quilates, además de una espada alusiva a su comportamiento de "rey" igual que en Belly Danza. Interpretada en vivo en su tour de King of Kings, tuvo una presentación masiva en el Festival Internacional de la Canción de Viña del Mar en 2007.

## Posicionamiento en listas
| Listas (2006)                         | Mejor posición |
| ------------------------------------- | -------------- |
| Estados Unidos (Hot Latin Songs)      | 13             |
| Estados Unidos (Latin Rhythm Airplay) | 3              |
| Estados Unidos (Tropical Airplay)     | 19             |

| Listas (2006)                         | Posición |
| ------------------------------------- | -------- |
| Estados Unidos (Latin Rhythm Airplay) | 24       |

## Reconocimientos
El sencillo fue ganador de los premios de Premios Grammy Latinos en 2006, como mejor video promocional, también mejor canción urbana y mejor video urbano.
La canción fue utilizada como banda sonora para el videojuego de 2008 Grand Theft Auto IV, se puede escuchar en la radio mientras el protagonista Niko Bellic conduce, o también se puede escuchar en la misión de Elizabeta Torres llamada «Blow Your Cover» (traducido en español «Explota tu tapa»), en donde aparece gente bailando en especial Elizabeta, que se escucha de fondo la canción.
El sencillo fue reconocido por la revista Billboard como un himno del género Reggaeton en 2016.
En 2024 el sencillo fue Banda sonora de la película Twisters.

## Recepción
La canción fue incluida en la banda sonora de Grand Theft Auto IV en 2008.